# Nébuleuse de l'Amérique du Nord
NGC 7000 aussi appelé la nébuleuse de l'Amérique du Nord est une nébuleuse en émission située dans la constellation du Cygne,.
Cette grande nébuleuse est située près de Deneb (Alpha Cygni), l'étoile la plus brillante du Cygne. Dans le même complexe nébuleux, se trouvent également la nébuleuse du Pélican (IC 5070) et IC 5068.

## Histoire
Le 24 octobre 1786, William Herschel observait le ciel depuis Slough en Angleterre. Il nota une légère nébulosité laiteuse dispersée dans l’espace et assez lumineuse en certains endroits. La région la plus importante de cette nébuleuse a été inscrite au General Catalogue of Nebulae and Clusters par son fils John Herschel le 21 aout 1829 sous la désignation GC 4621. John Dreyer l’a inscrite dans le New General Catalogue sous la désignation NGC 7000 en la décrivant comme une faible nébulosité diffuse, extrêmement large.
En 1890, Max Wolf, un astronome allemand pionnier de l’astrophotographie, a remarqué sur une photographie à longue exposition que la forme de cette nébuleuse évoquait celle de l’Amérique du Nord. Il l’a donc surnommée la nébuleuse de l’Amérique du Nord.
Dans son étude des nébuleuses sur les plaques photographiques du Palomar Observatory Sky Survey (POSS) en 1959, l’astronome américain Stewart Sharpless s’est rendu compte que NGC 7000 faisait partie du même nuage interstellaire d’hydrogène ionisé (région HII) que la nébuleuse du Pélican (IC 5070). Les deux nébuleuses ne sont séparées que par une bande de poussière sombre et il a donc inscrit celles-ci dans sa liste sous une seule désignation, soit Sh2-117. L’astronome américaine Beverly T Lynds a inscrit la bande de poussière dans son catalogue comme L935 dans sa compilation des nébuleuses obscures.
L’astronome Gart Westerhout a découvert que la vaste région Sh2-117 est une source radio de forte intensité dont l'envergure est de trois degrés. Cette source apparaît sous la désignation W80 dans son catalogue de 1958 des sources radio de la Voie lactée.

## Observation
Cette nébuleuse couvre une région plus vaste que dix fois celle de la pleine lune, mais sa brillance de surface est si faible qu'elle n'est pas visible à l'œil nu. On peut cependant la voir avec de petites jumelles. Dans des jumelles ou avec un télescope à large champ de vue, la nébuleuse apparaîtra comme une tache floue sous un ciel suffisamment sombre. En utilisant un filtre à contraste très élevé (filtre UHC (en)) qui bloque certaines composantes de la lumière, on peut voir la nébuleuse sous un ciel sombre. Sa forme et sa couleur rougeâtre, provenant des émissions H alpha de l'hydrogène ionisé, ne sont visibles que sur des photographies à longue exposition de la région.
La région qui évoque le Mexique et l'Amérique centrale est connue sous le nom de Mur du Cygne. C'est la région de la nébuleuse où l'on rencontre le plus haut taux de formation d'étoiles.
En lumière visible, NGC 7000 et IC 5070 semblent former deux entités distinctes parce qu'elles sont séparées par la bande obscure de L935. Cependant, ce nuage obscure ne bloque pas les ondes radio ou la lumière infrarouge. À ces longueurs d'onde, on constate que la régoin centrale de Sh2-117 renferme plusieurs étoiles très lumineuses.

## Caractéristiques

### Distances et taille
Comme il existe peu de méthodes précises pour déterminer la distance des régions HII, avant les années 2000 la plupart des astronomes acceptaient une estimation de 2000 années-lumière (al), mais les nombres variaient de 1500 à 3000 al.
En 2020 cependant, le satellite astrométrique Gaia a mesuré la parallaxe de 395 étoiles de cette région. Ces mesures ont permis de détermniner une distance de 795 ± 25 pc (∼2 590 al) pour la nébuleuse de l'Amérique du Nord et du Pélican. À cette distance, on estime que l'envergure de l'entière région Sh2-117 est de 140 années-lumière et que NGC 7000 fait 90 années-lumière du sud au nord.

### L'étoile ionisante
La lumière émise par les régions HII provient de l'ionisation de l'hydrogène par le rayonnement ultraviolet d'étoiles chaudes. En 1922, Edwin Hubble a suggéré que Deneb pourrait être responsable de l'énergisation de NGC 7000. Mais, on s'est rendu compte depuis que cette étoile n'est assez chaude, car sa température de surface n'est que de 8 500 K alors que le spectre de la nébuleuse montre qu'elle est chauffée par une étoile dont la tempéraure est supérieure à 30 000 K. De plus, Deneb est bien loin du centre de ce complexe nébuleux (NGC 7000, IC 5070 et L935). En 1958, George Herbig réalisa que l'étoile ionisante devait se trouver à l'arrière de la nébuleuse obscure L935.
En 2004, les astronomes européens Fernando Comerón et Anna Pasquali ont recherché dans les données infrarouges du relevé 2MASS l'étoile ionisante à l'arrière de L935. Ils ont ensuite réalisé des observations minutieuses des candidates potentielles avec le télescope de 2,2 m de l'Observatoire de Calar Alto en Espagne. L'étoile J205551.3+435225 répondait à tous les critères de sélection, car elle est située au centre de la région Sh2-117 et sa température de surface est supérieure à 40 000 K. Il s'agit certainement de l'étoile qui est la source d'ionisation des nébuleuses de l'Amérique du Nord et du Pélican,.
Des observations subséquentes ont montré que cette étoile est de type spectral O3.5 et qu'elle fait partie d'un système binaire. Sa compagne est de type O8. J205551.3+435225 est située juste au large de la «côte de la Floride» de la nébuleuse nord américaine. Les auteurs de l'article rapportant les propriétés de ce système ont surnommée J205551.3+435225 Bajamar Star parce que Islas de Bajamar est une expression espagnole signifiant îles de marée basse. Islas de Bajamar est l'ancien nom des Bahamas (car plusieurs de ses îles sont faciles à apercevoir depuis un navire à marée basse).

## Galerie

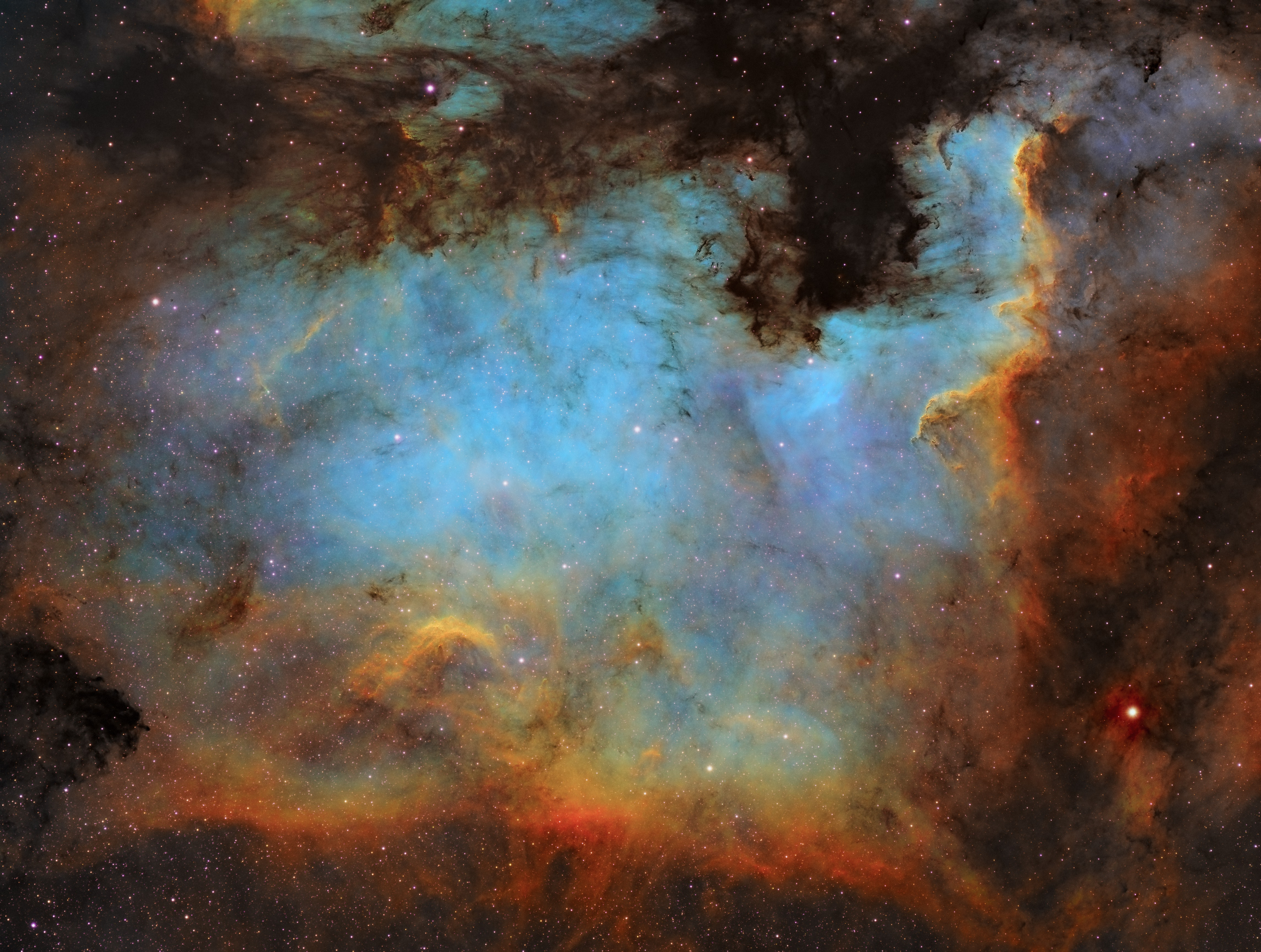
La forme générale de cette nébuleuse rappelle celle de l'Amérique du Nord. (Photo : Nicholas Bradley).
NGC 7000 en lumière visible par Adam Block (Observatoire du mont Lemmon/Université de l'Arizona).
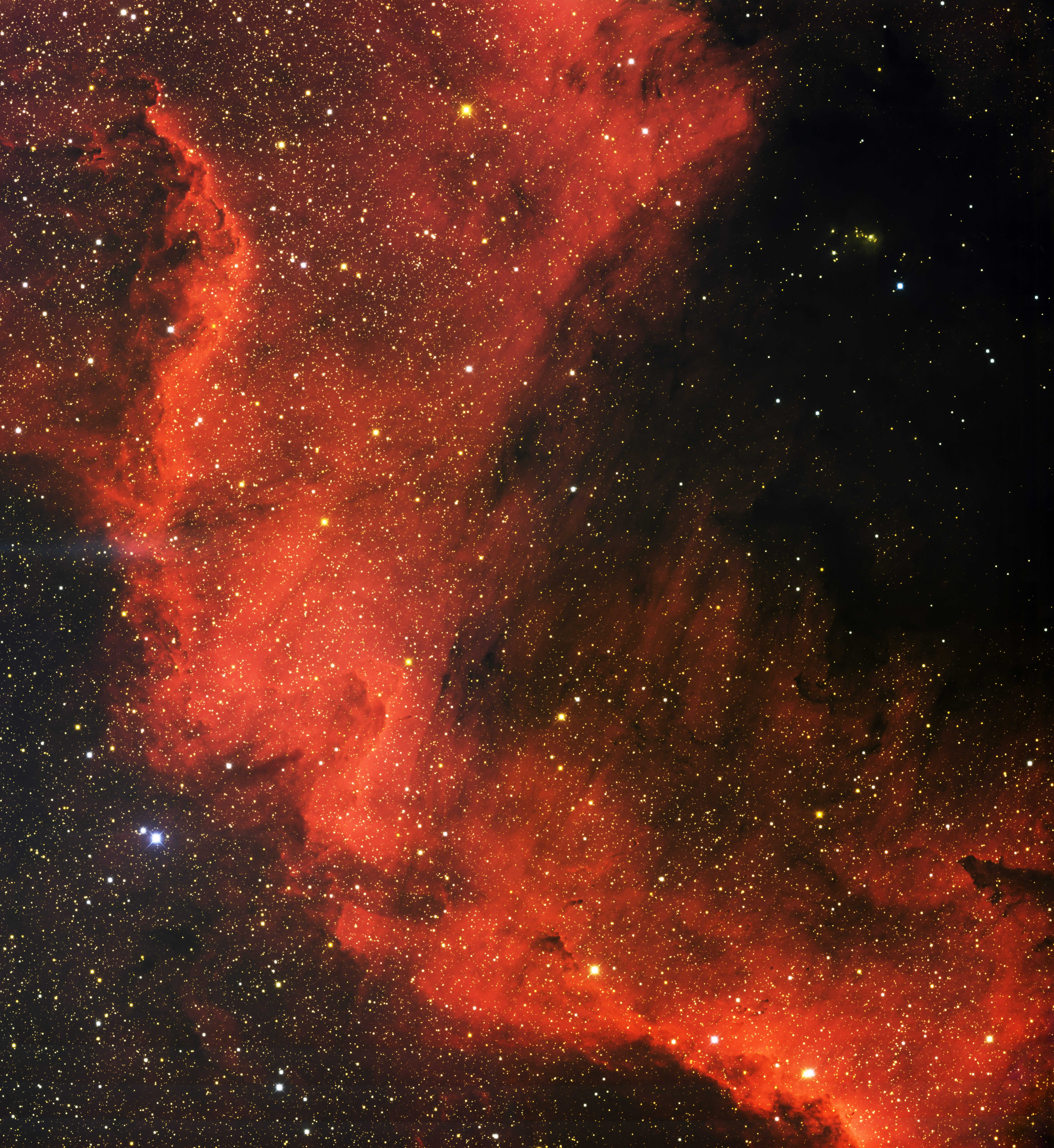
Le sud de NGC 7000. Image captée par le télescope de 0,9 mètre de l'Observatoire de Kitt Peak.
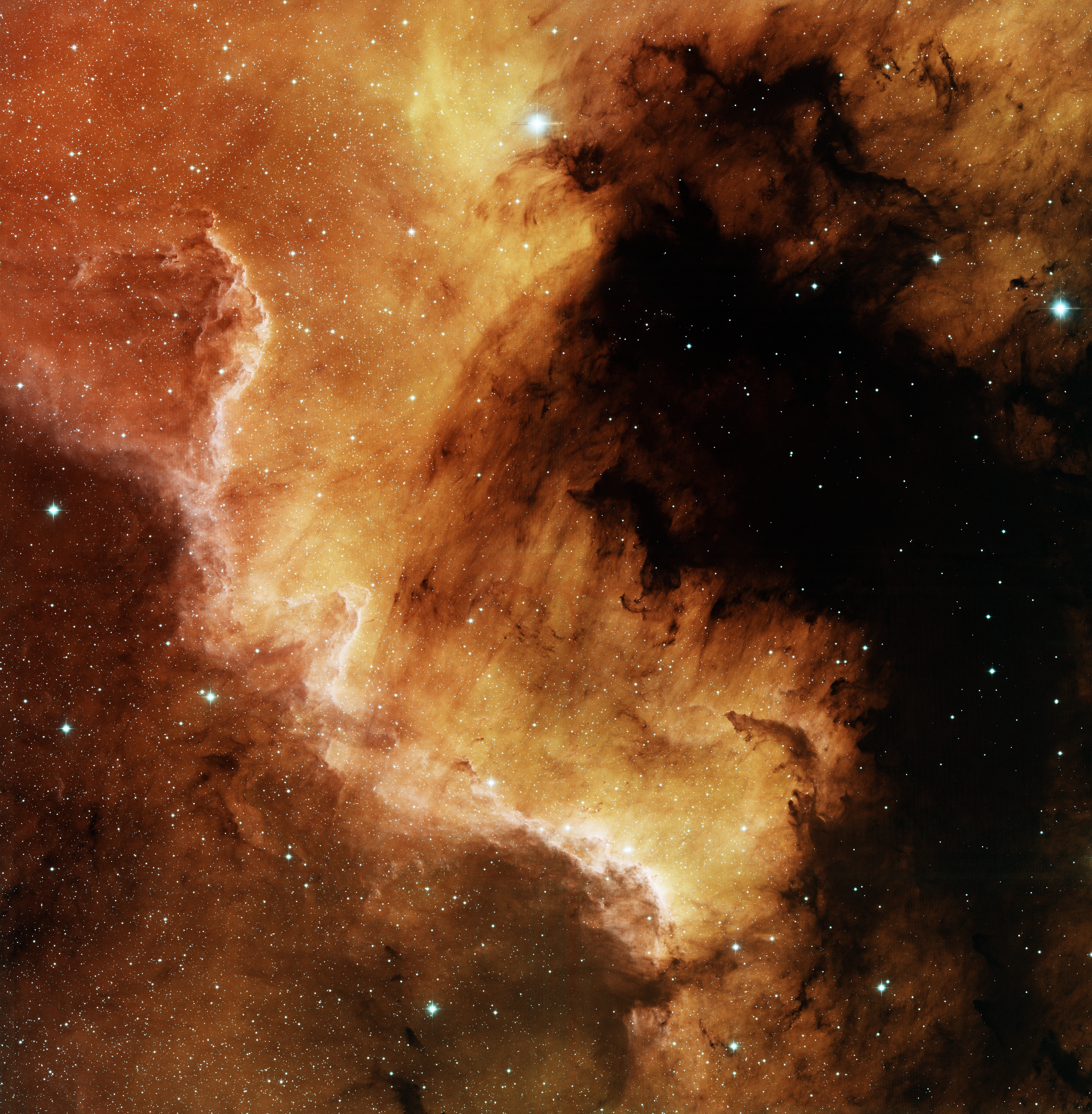
Autre image captée par le télescope de 0,9 mètre de l'Observatoire de Kitt Peak.
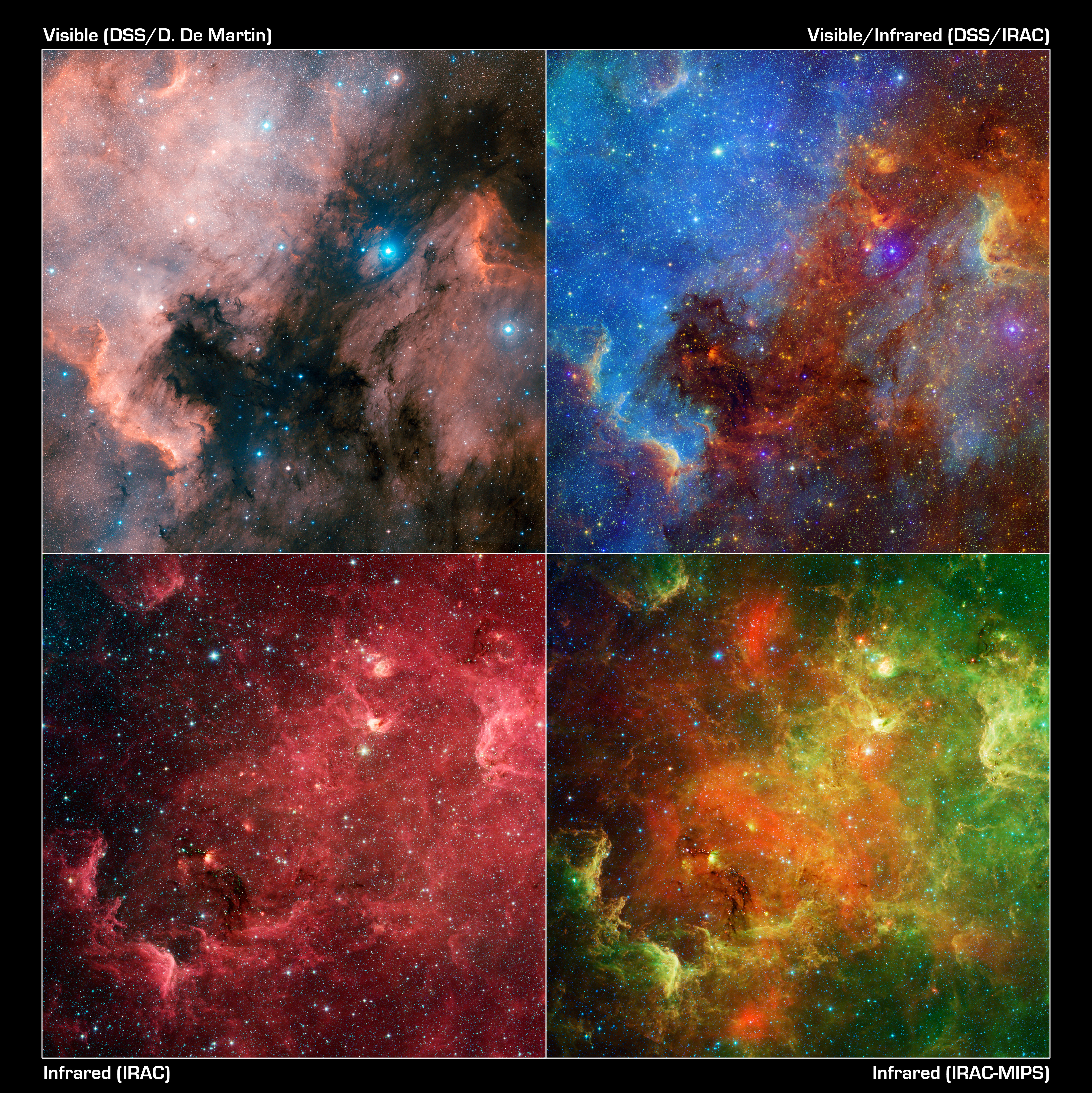
NGC 7000, en lumière visible, en haut à gauche; en infrarouge et en lumière visible en haut à droite; les deux image du bas en infrarouge par le télescope spatial Spitzer.
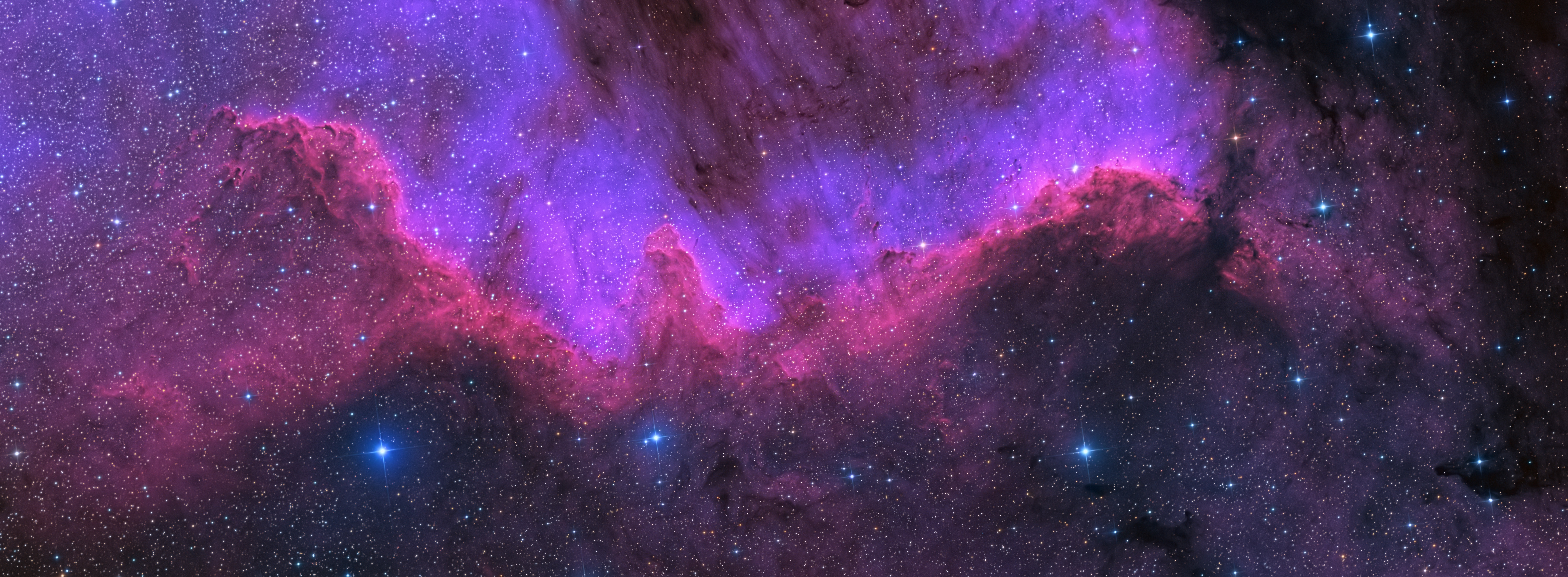
Cette partie de NGC 7000 est aussi connue sous le nom de Caldwell 20.
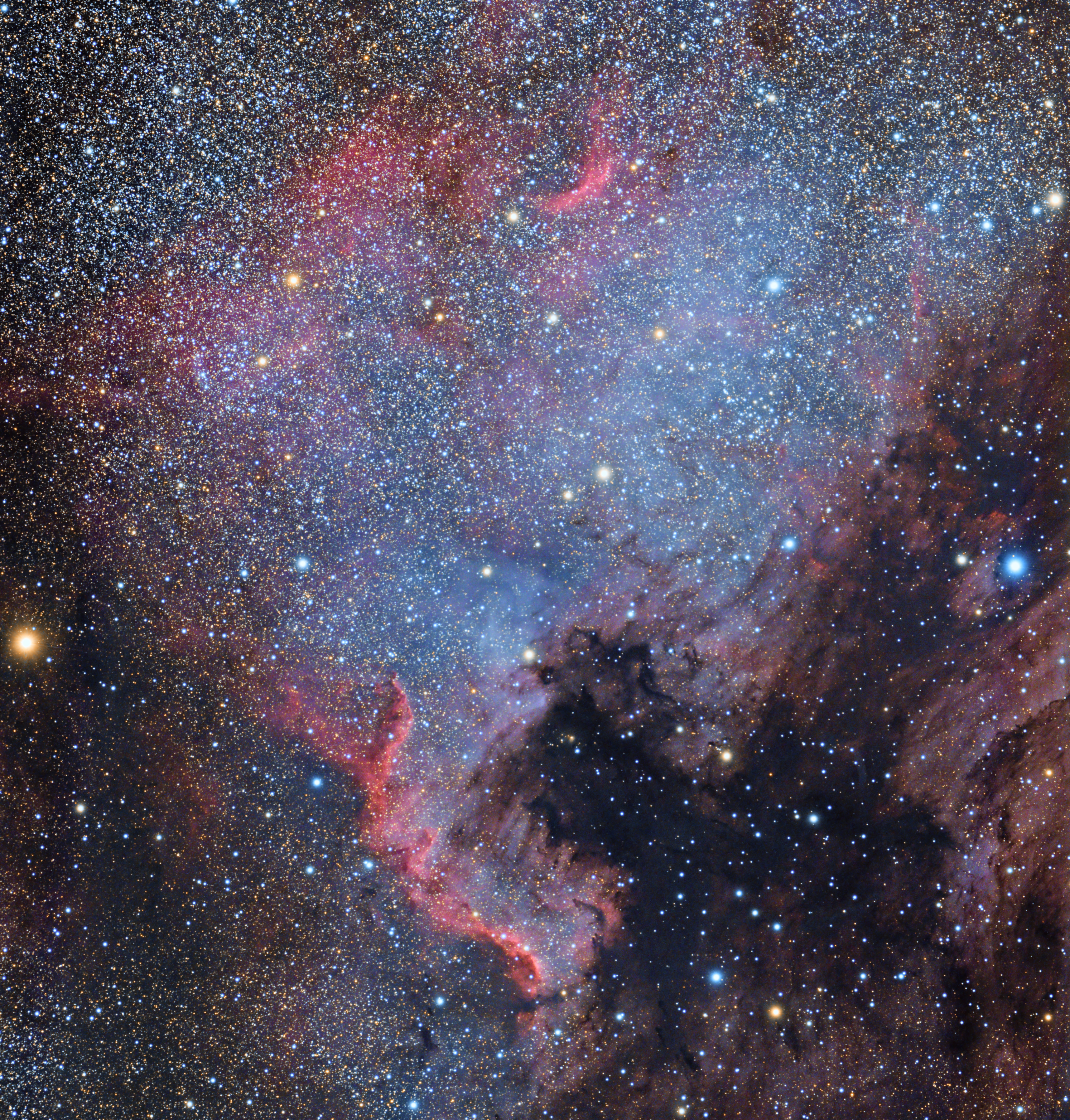
NGC 7000 par un astronome amateur.
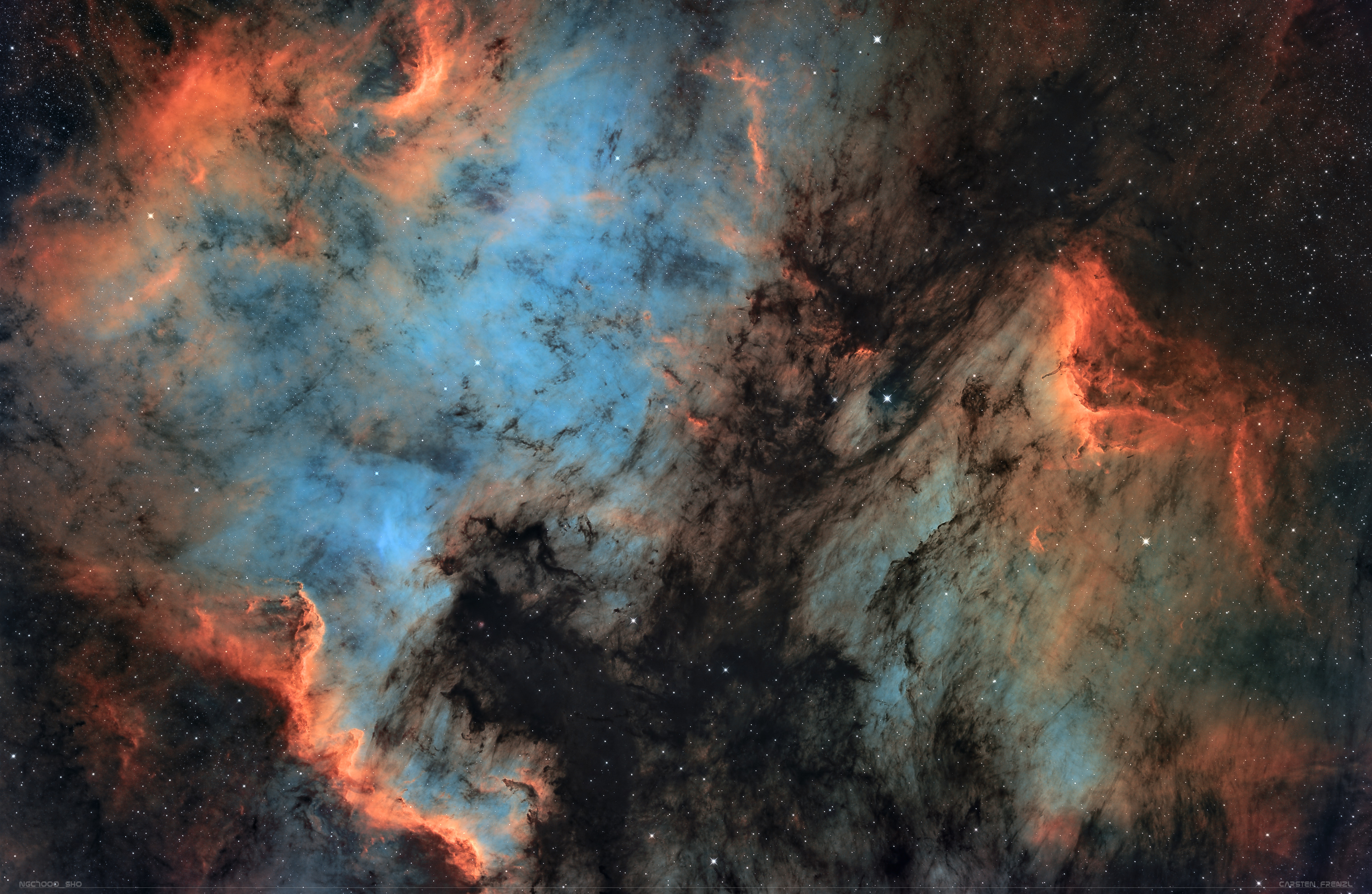
Autre image de NGC 7000 réalisée par un astronome amateur.
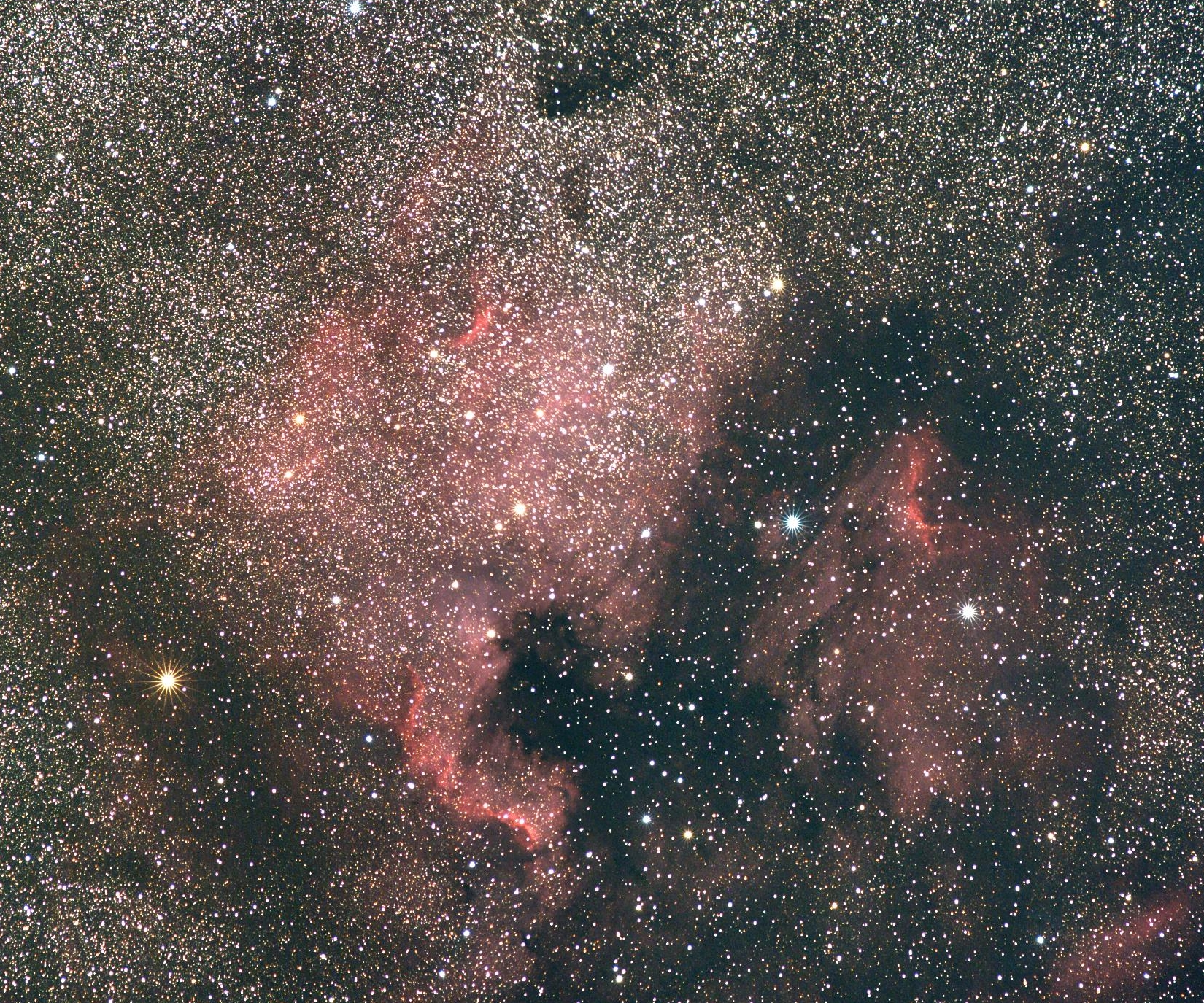
La ressemblance entre NGC 7000 et l'Amérique du Nord est impressionnante.